# Caldo de carachi
El caldo de carachi, también conocido como timpu de carachi, wallake, wallaqi, whallaque, es un caldo de pescado de las regiones aledañas al Lago Titicaca muy consumido en las regiones altiplánicas de La Paz y en el departamento peruano Tacna y Puno.

## Descripción
El caldo de carachi, también llamado en el idioma aimara chaulla wallaque, mientras que en el quechua se le denomina chaulla timpu, es un potaje con sabor propio de las zonas aledañas al lago Titicaca.

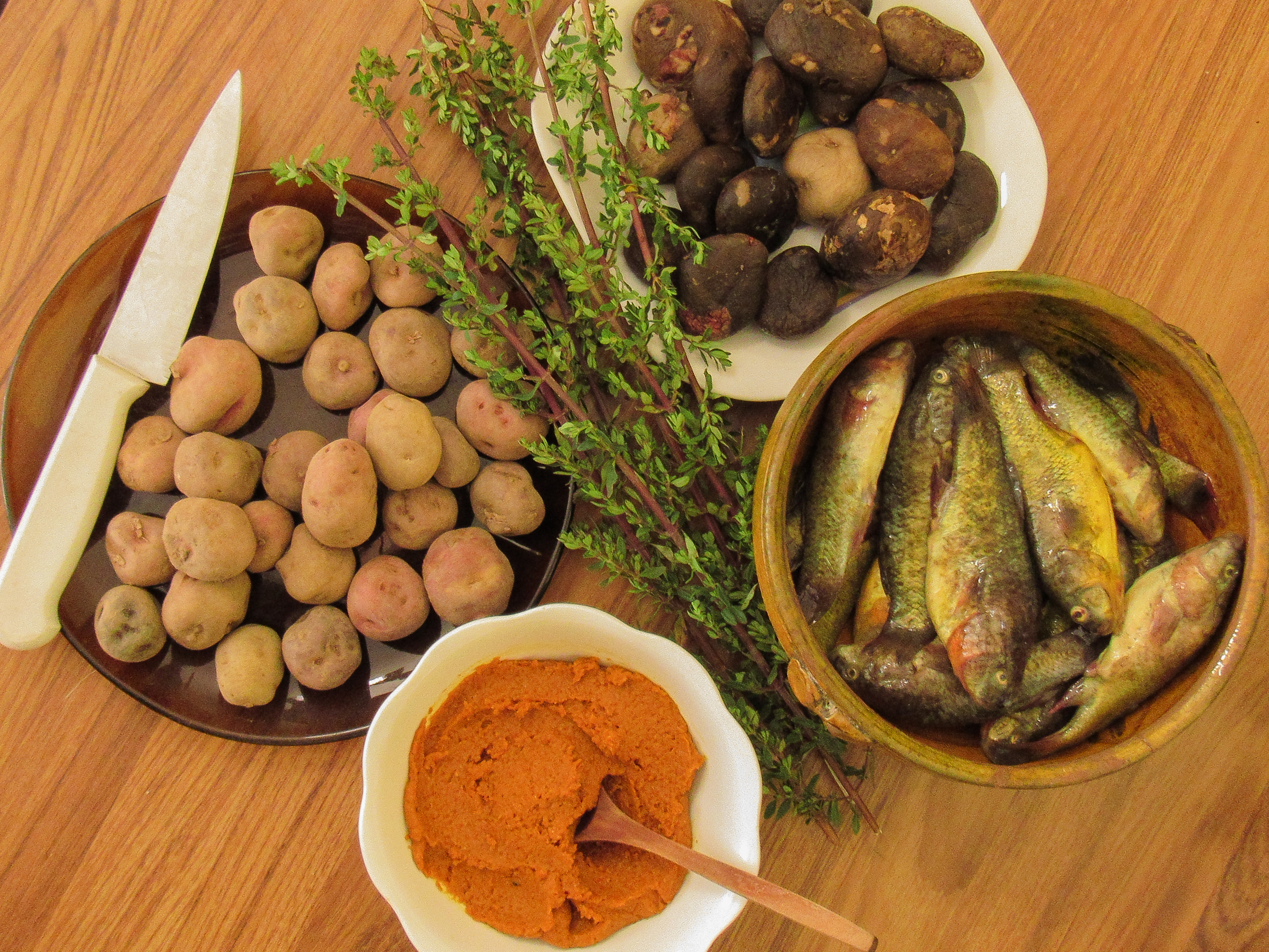
Ingredientes del wallake.

En su preparación se emplean los peces denominados carachi, una especie endémica de la ecorregión del lago; existen variaciones que lo reemplazan por el Mauri y el Suche, otra especie endémica, sin embargo, en la actualidad este pez escasea y en los últimos 20 años está siendo reemplazado por especies introducidas en el lago Titicaca por la Trucha y el Pejerrey, debido a la mayor presencia de estos, que han disminuido la presencia de las especies nativas. 
Para su elaboración se utilizan además carachis, cebolla, dientes de ajo, ají amarillo, koa, muña, papas y chuño. en Puno se le añade específicamente chuño negro. La costumbre peruana es comer con el caldo aparte.

## Preparación

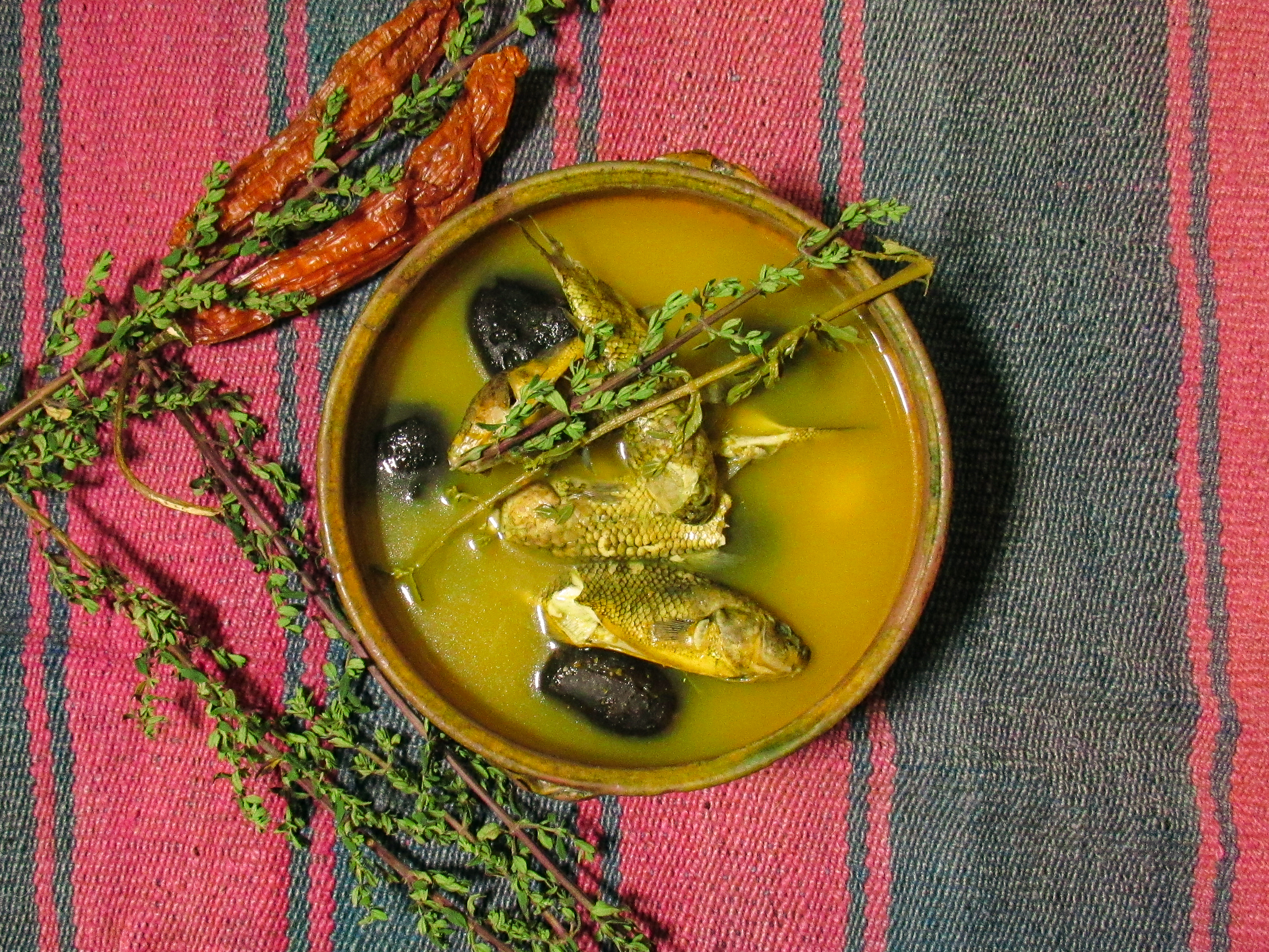
Carachi Amarillo.

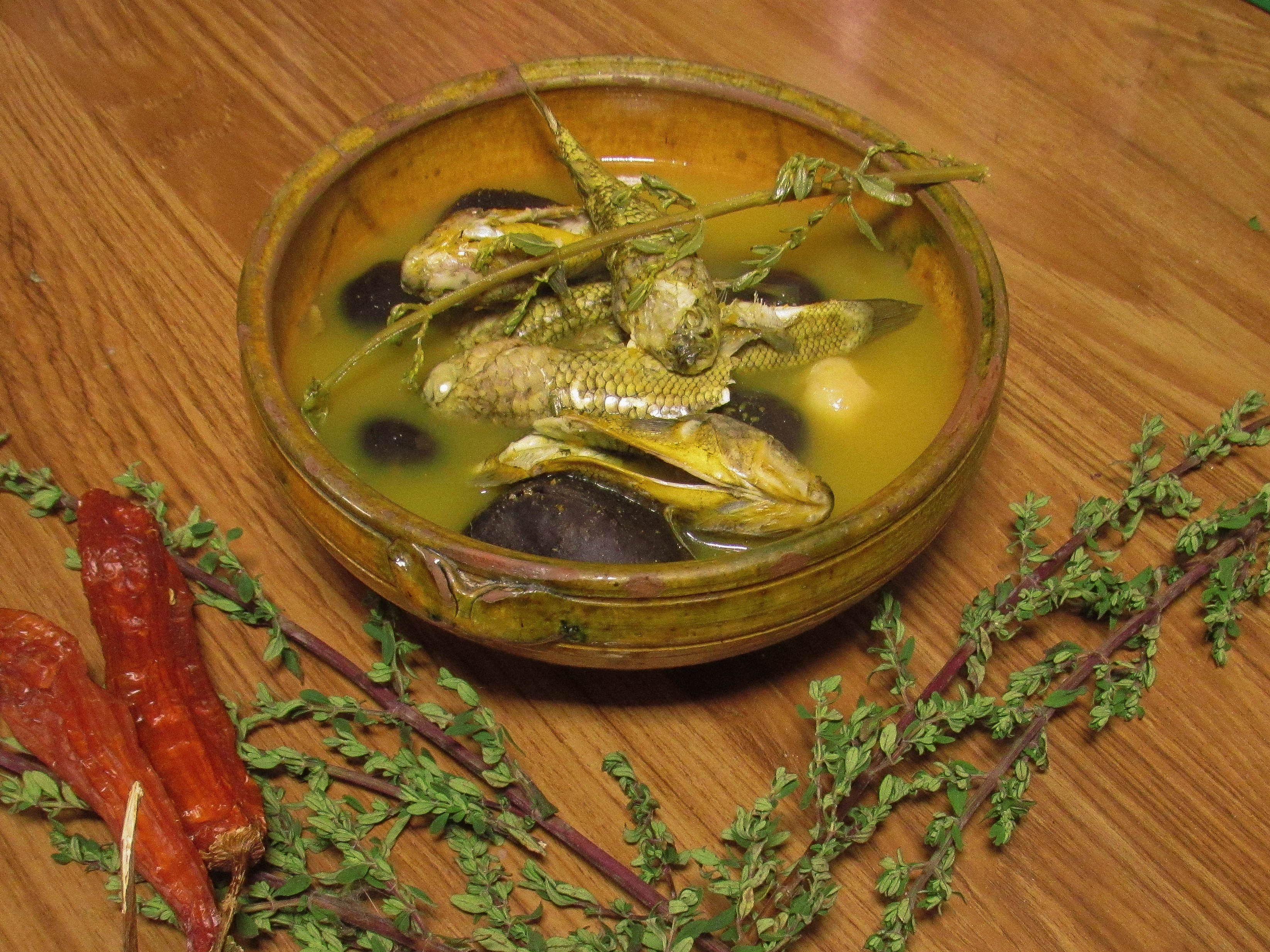
Chaulla Timpu.

Para la preparación del chaulla timpu se agrega agua en una olla, sobre la base se coloca ramitas de muña, y encima se coloca los carachi y/o truchas. Inmediatamente, se añade ajo, comino, cebolla y sal. Se hace hervir por unos 20 a 25 minutos el carachi. En caso se utilice trucha, esta debe ser cocinada de 15 a 20 minutos. En otras ollas también se prepara la papa nativa y el chuño, que son los ingredientes que complementan el potaje. A un costado se sirve, en un plato hondo, el caldo de carachi. Si los comensales lo desean, pueden agregar ají o limón, nos relata Inés. La muña es buena para la digestión.